# Nils Engdahl
Nils Erik Engdahl (ur. 4 listopada 1898 w Västerhaninge, zm. 10 września 1983 w Sztokholmie) – szwedzki lekkoatleta specjalizujący się w biegach sprinterskich, dwukrotny medalista letnich igrzysk olimpijskich, srebrny z Paryża (1924) w sztafecie 4 × 400 metrów oraz brązowy z Antwerpii (1920) w biegu na 400 metrów.

## Sukcesy sportowe
- trzykrotny mistrz Szwecji w biegu na 100 m – 1918, 1924, 1926
- czterokrotny mistrz Szwecji w biegu na 200 m – 1918, 1920, 1922, 1924
- dziesięciokrotny mistrz Szwecji w biegu na 400 m – 1917, 1918, 1919, 1920, 1922, 1923, 1924, 1925, 1926, 1927[2]

| Rok  | Miasto    | Zawody                      | Konkurencja        | Wynik         |
| ---- | --------- | --------------------------- | ------------------ | ------------- |
| 1920 | Antwerpia | letnie igrzyska olimpijskie | bieg na 400 m      | brązowy medal |
| 1924 | Paryż     | letnie igrzyska olimpijskie | sztafeta 4 × 400 m | srebrny medal |

## Rekordy życiowe
- bieg na 100 m – 10,7 – 1920
- bieg na 400 m – 48,2 – 1924
- bieg na 800 m – 1:57,5 – 1920